# Hemielimaea omeishanica
Hemielimaea omeishanica är en insektsart som beskrevs av Andrej Vasiljevitj Gorochov 2007. Hemielimaea omeishanica ingår i släktet Hemielimaea och familjen vårtbitare. Inga underarter finns listade i Catalogue of Life.